# Troisvierges

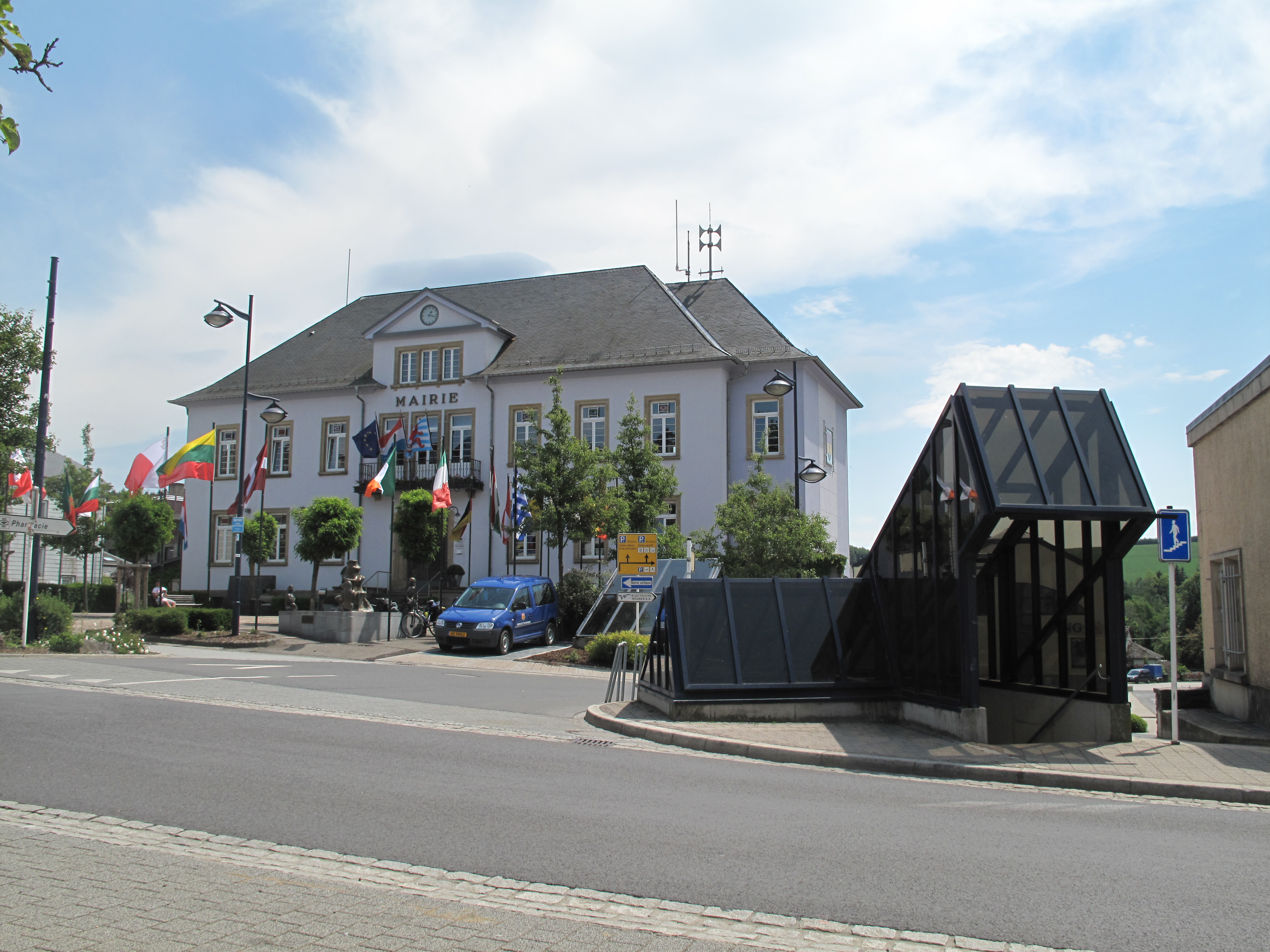
Troisvierges, stadhuis

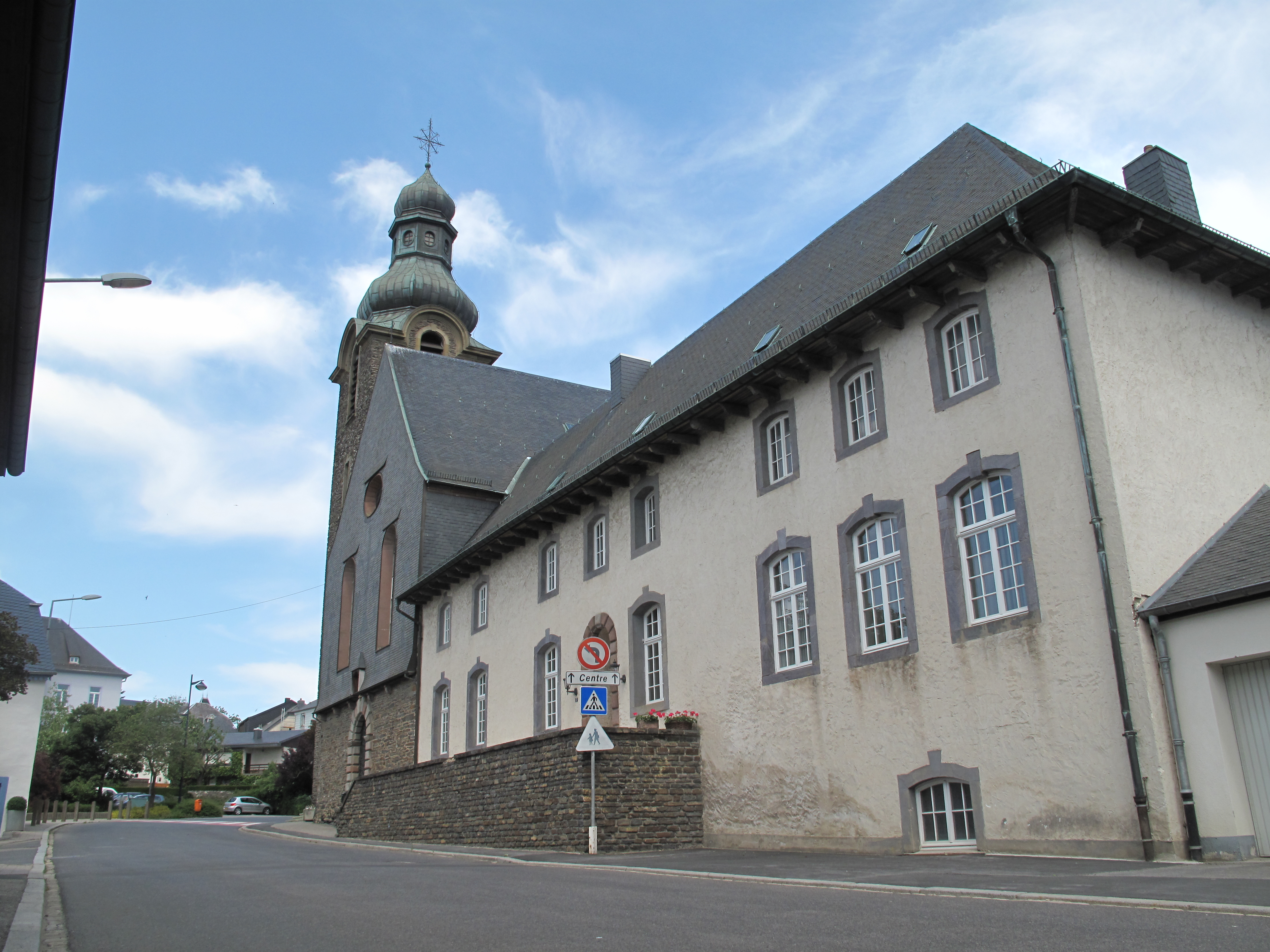
Sint-Andreaskerk

Troisvierges (Luxemburgs: Ëlwen, Duits: Ulflingen) is een plaats en gemeente in het kanton Clervaux in het uiterste noorden van het Groothertogdom Luxemburg.

## Geschiedenis
Troisvierges betekent drie maagden. Dit is ook in het wapen van de gemeente te zien. Volgens De la Fontaine waren dat drie godinnen uit de Griekse en Romeinse mythologie, Klotho, Lachesis en Atropos. Paus Gregorius I maakte er drie maagden van: Fides (trouw), Spes (hoop) en Caritas (liefdadigheid/naastenliefde). Bedevaarders uit het nabije Wallonië gingen naar de trois vierges en deden zo de Franse naam ontstaan.
Uit de originele Germaanse plaatsnamen, Ëlwen of Ulflingen, kan men afleiden dat iemand met de naam Ulf het dorpje gesticht heeft.
Tot 1 januari 1909 luidde de naam van de gemeente Basbellain in het Frans en Kierchen in het Luxemburgs. Op die dag werd de hoofdplaats van de gemeente veranderd van Basbellain naar Troisvierges.

## Geografie
Ëlwen telt ongeveer 1200 inwoners en de gelijknamige gemeente zo'n 2800 inwoners.
De kern Ëlwen kent veel activiteiten voor een kleine gemeenschap. Zo heeft de voetbalclub FC Racing Troisvierges twee voetbalvelden, heeft Ëlwen verder een camping, een binnen- en buitenzwembad, een bioscoop, cafés, lokale supermarkten, enkele grotere ondernemingen en een spoorwegstation. Het station Troisvierges is het laatste (of eerste) in de richting van (of vanuit) België. Vrijwel alle treinen stoppen hier en dat maakt Troisvierges makkelijk bereikbaar vanuit Luxemburg-stad of vanuit andere delen van Luxemburg. Tevens was Troisvierges het begin- of eindpunt van de voormalige spoorlijn de Vennbahn, die inmiddels is omgebouwd tot de Vennbahnradweg (fietspad) die via België doorloopt tot Aken.
Ëlwen heeft talloze wandelwegen die deels naar België leiden. Daarnaast vormt de 560 meter hoge Kneiff het hoogste punt van Luxemburg.

## Plaatsen in de gemeente
- Beesslek (Duits: Oberbesslingen - Frans: Hautbellain)
- Biwwesch (Duits: Biwisch - Frans: Biwisch)
- Drénkelt (Duits: Drinklingen - Frans: Drinklange)
- Ëlwen (Duits: Ulflingen - Frans: Troisvierges)
- Géidgen (Duits: Goedingen - Frans: Goedange)
- Huldang (Duits: Huldingen - Frans: Huldange)
- Kierchen (Duits: Unterbesslingen - Frans: Basbellain)
- Wilwerdang (Duits: Wilwerdingen - Frans: Wilwerdange)

## Ontwikkeling van het inwoneraantal
| Jaar                              | 2001 | 2002 | 2003 | 2004 | 2005 |
| --------------------------------- | ---- | ---- | ---- | ---- | ---- |
| Inwoneraantal                     | 2523 | 2520 | 2553 | 2582 | 2585 |
| Opmerking: tellingen op 1 januari |      |      |      |      |      |

## Geboren
- Nicolas Adames (1813-1887), eerste bisschop van Luxemburg
- Peter Prüm (1886-1950), politicus
- Josy Meyers (1904-1970), kunstschilder

## Bezienswaardigheden
- Lijst van beschermd erfgoed in de gemeente Troisvierges
- Sint-Andreaskerk